# Copidognathus fabricii
Copidognathus fabricii är en kvalsterart som först beskrevs av Lohmann 1889.  Copidognathus fabricii ingår i släktet Copidognathus och familjen Halacaridae. Arten är reproducerande i Sverige. Inga underarter finns listade i Catalogue of Life.